# Ananda (album)

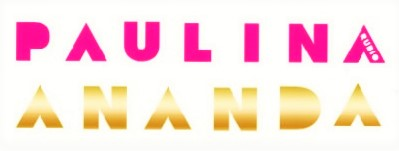

Ananda è l'ottavo album della cantante messicana Paulina Rubio, pubblicato il 16 settembre 2006 dalla Universal Latino.
Dall'album sono stati estratti i singoli Ni una sola palabra, Nada puede cambiarme, Ayúdame e Qué me voy a quedar.

## Tracce
1. Ni una sola palabra (Xabier San Martín) – 3:52
2. Nada puede cambiarme (featuring Slash) (Fernando Montesinos) – 3:38
3. Ayúdame (Coti Sorokin, Paulina Rubio) – 3:56
4. N.O. (Eric Sanicola, Brooke Ross, Gustavo Celis, Nika Garcia) – 3:26
5. Qué me voy a quedar (Julieta Venegas) – 3:20
6. Aunque no sea conmigo (Chago Díaz, Alfonso Herrera) – 3:39
7. No te cambio (Juanes) – 3:41
8. Retrato (Cachorro López, Sebastian Schon, Sandra Baylac) – 3:13
9. Miénteme una vez más (Maria Christensen, Jonnie "Most" Davis, Marc Nelkin, Schon) – 3:36
10. Hoy (Adrian Sosa) – 3:54
11. Lo que pensamos (Paulina Rubio, Aureo Baqueiro) – 3:48
12. Tú y yo (Paulina Rubio, Marcelo Berestovoy, Tricky Stewart) – 3:35
13. Sin final (Cachorro López, Sebastian Schon) – 5:57

Bonus Track disponibili solo su iTunes
- Me siento mucho mas fuerte - 3:09
- Ni una sola palabra [Video] - 3:53
- Digital Booklet - Ananda

## Edizione Deluxe CD + DVD
Il disco è stato pubblicato anche in versione deluxe, con una diversa lista tracce e un DVD.

### Tracce CD
1. Ni una sola palabra (Xabier San Martín) – 3:52
2. Nada puede cambiarme (Fernando Montesinos) – 3:38
3. Ayúdame (Coti Sorokin, Paulina Rubio) – 3:56
4. N.O. (Eric Sanicola, Brooke Ross, Gustavo Celis, Nika Garcia) – 3:26
5. Qué me yoy a quedar (Julieta Venegas) – 3:20
6. Aunque no sea conmigo (Chago Díaz, Alfonso Herrera) – 3:39
7. No te cambio (Juanes) – 3:41
8. Retrato (Cachorro López, Sebastian Schon, Sandra Baylac) – 3:13
9. Miénteme una vez más (Maria Christensen, Jonnie "Most" Davis, Marc Nelkin, Schon) – 3:36
10. Hoy (Adrian Sosa) – 3:54
11. Lo que pensamos (Rubio, Aureo Baqueiro) – 3:48
12. Tú y yo (Paulina Rubio, Tricky Stweart) – 3:35
13. Sin final (López, Schon) – 5:57
14. Me siento mucho más fuerte sin tu amor - 3:07
15. Ni una sola palabra (ver. Pasito Duranguense) (Xabier San Martín) - 3:46
16. Ni una sola palabra (Belanova Remix by Edgar Huerta) (Xabier San Martín) - 4:39
17. Nada puede cambiarme (ver. Pasito Duranguense) (Fernando Montesinos) - 3:20

### DVD
- Intervista
- I video di Ananda

1. Ni una sola palabra
2. Nada puede cambiarme

- Dietro le scene

1. Ni una sola palabra
2. Nada puede cambiarme
3. Ananda Album Photo Shoot
4. The Fans
5. In Malagá, Spain

## Classifiche
| Classifica (2006/2007)                | Posizione raggiunta |
| ------------------------------------- | ------------------- |
| Classifica europea                    | 59                  |
| Classifica finlandese                 | 3                   |
| Classifica messicana                  | 1                   |
| Classifica spagnola                   | 2                   |
| Classifica statunitense               | 1                   |
| Classifica statunitense Billboard 200 | 25                  |